# VBTP-MR Guarani
Il veicolo blindato VBTP-MR Guaraní (in portoghese Viatura Blindada Transporte de Pessoal - Média de Rodas, ovvero "veicolo blindato trasporto personale mediante ruote") è un veicolo trasporto truppe blindato ruotato, sviluppato e prodotto dall'italiana IVECO e dal Departamento de Ciência e Tecnologia dell'Exército Brasileiro per sostituire gli obsoleti EE-9 Cascavel ed EE-11 Urutu.
Il veicolo, derivato dall'Iveco SuperAV, ha un equipaggio di undici elementi costituiti dal capocarro, da un addetto alla torretta, dal conduttore e una squadra di otto fucilieri ospitati all'interno del veicolo.

## Storia
Nel 1999 l'Esercito brasiliano emise un bando per il progetto di un veicolo blindato da combattimento con capacità anfibie per sostituire gli obsoleti EE-9 Cascavel e EE-11 Urutu, entrambi sviluppati negli anni settanta. La principale caratteristica di questa famiglia di blindati doveva essere la sua capacità modulare, che consentisse l'uso di differenti tipi di arma sia a corto sia a lungo e medio raggio e diversi tipi di sensori e dispositivi di comunicazione.

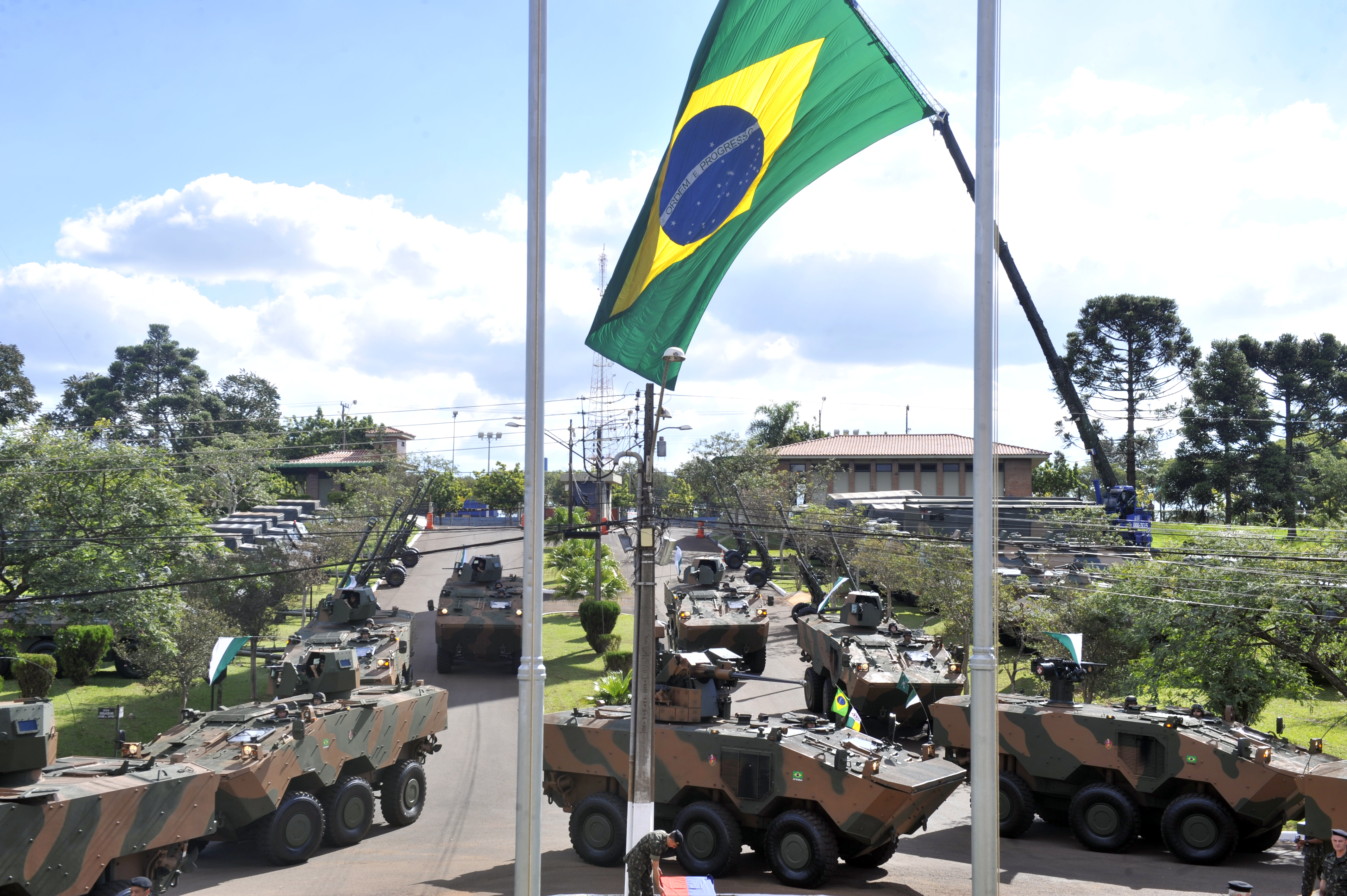
Cerimonia di consegna dei primi VBTP-MR nel 2014

Nel 2007 il ministero della difesa brasiliano ha indetto una gara per la fornitura di un nuovo veicolo blindato; il 21 dicembre dello stesso anno è stato firmato un contratto tra il ministero della difesa brasiliano e Iveco Defence Vehicles per la produzione di un prototipo. Il 18 dicembre 2009 è stato firmato il contratto per la produzione di 2 044 veicoli in 20 anni equivalente a 2,5 miliardi di euro, mentre il prototipo è stato formalmente presentato al salone LAAD Latin American Aero & Defense di Rio de Janeiro nel 2011.
Nel 2012 sono state ordinate le prime 86 unità, con le prime consegnate il 24 marzo 2014 alla 15ª brigata di fanteria motorizzata di Cascavel.
Il veicolo è prodotto e assemblato presso lo stabilimento Iveco di Sete Lagoas; circa il 60% delle componenti utilizzate viene prodotto in Brasile.

## Caratteristiche
La sottoscocca del veicolo è a forma di V per fornire protezione contro mine o esplosivi improvvisati. Può trasportare fino a 11 persone e l’accesso ai vani avviene tramite un portello posteriore o tramite botole collocate nella parte superiore dello scafo. La corazzatura, progettata per garantire protezione da armi da fuoco e schegge di artiglieria, può essere incrementata da armatura composita. Il VBTP-MR è alimentato da un motore diesel common rail Iveco Cursor 9 da 383 cavalli prodotto in Brasile e collocato nella parte anteriore del mezzo. Il cambio è automatico a 6 marce.
Il veicolo è trasportabile in aereo sul C-130 Hercules o sull’Embraer KC-390.

### Armamento
L'armamento principale è costituito nella versione da trasporto da una mitragliatrice da 12,7mm in torretta a controllo remoto e nella versione da combattimento della fanteria da un cannone da 30mm in torretta a controllo remoto. L'armamento secondario è costituito da una mitragliatrice da 7,62 mm coassiale all'arma principale. l'armamento comprende anche dei lanciagranate da 40 mm montati lateralmente alla torretta e può essere integrato con missili anticarro Spike.
Il veicolo può essere equipaggiato nella versione da ricognizione con un cannone da 105 mm e con un cannone da 120 mm nella versione cacciacarri.

## Utilizzatori
Argentina
- Ejército Argentino

1 esemplare in prestito dall’esercito brasiliano consegnato il 25 maggio 2021 per prove di valutazione.
 Brasile
- Exército Brasileiro

600 in servizio a settembre 2022 su un totale di 1 580 ordini da consegnarsi entro il 2040.
 Filippine
- Hukbong Katihan ng Pilipinas

28 unità acquistate dalla israeliana Elbit Systems per 46 milioni di dollari ed equipaggiati con torretta e sottosistemi propri e poi rivendute all'esercito filippino.
 Ghana
- Ghana Army

11 unità acquistate dalla israeliana Elbit Systems e poi rivendute all'esercito del Ghana, similmente a quanto fatto con l'esercito filippino.
 Libano
- Esercito libanese

10 esemplari acquistati nel 2015. L'acquisizione di questo veicolo da parte della forze armate libanesi è il primo caso di esportazione di questo mezzo fuori dal Sudamerica.

## Versioni
Il veicolo è realizzato in differenti versioni:
- VBTP (Viatura Blindada de Transporte de Pessoa) - Versione standard, trasporto personale[12]
- VBCI (Viatura Blindada de Combate de Infanteria) - Versione Veicolo da combattimento della fanteria con torretta armata di cannone calibro 30 mm[12]
- VBR (Viatura Blindada de Reconhecimento) - Versione da ricognizione con cannone da 105 mm[12]
- VBCA (Viatura Blindada de Combate Anticarro) - Versione cacciacarri armata con cannone da 120 mm[12]
- VBE/PC (Viatura Blindada Especial Posto de Comando) - Veicolo speciale versione posto comando[12]
- VBE/M (Viatura Blindada Especial Morteiro) - Veicolo speciale portamortaio per un mortaio calibro 81 mm o 120 mm,[12]
- VBE/CDT  (Viatura Blindada Especial de Central de Direção de Tiro) - Versione speciale dotata di centrale di controllo del fuoco e della direzione del tiro[12]
- VBE/COM (Viatura Blindada Especial de Comunicações) - Versione speciale Comando, controllo e comunicazioni[12]
- VBE/O (Viatura Blindada Especial Oficina) - Versione speciale officina per soccorso e manutenzione,[12]
- VBE/R (Viatura Blindada Especial Recuperaçao) - Versione speciale veicolo di recupero[12]
- VBTE/A (Viatura Blindada de Transporte Especializado Ambulância) - Versione specializzata di trasporto sanitario[12]

## Galleria d'immagini

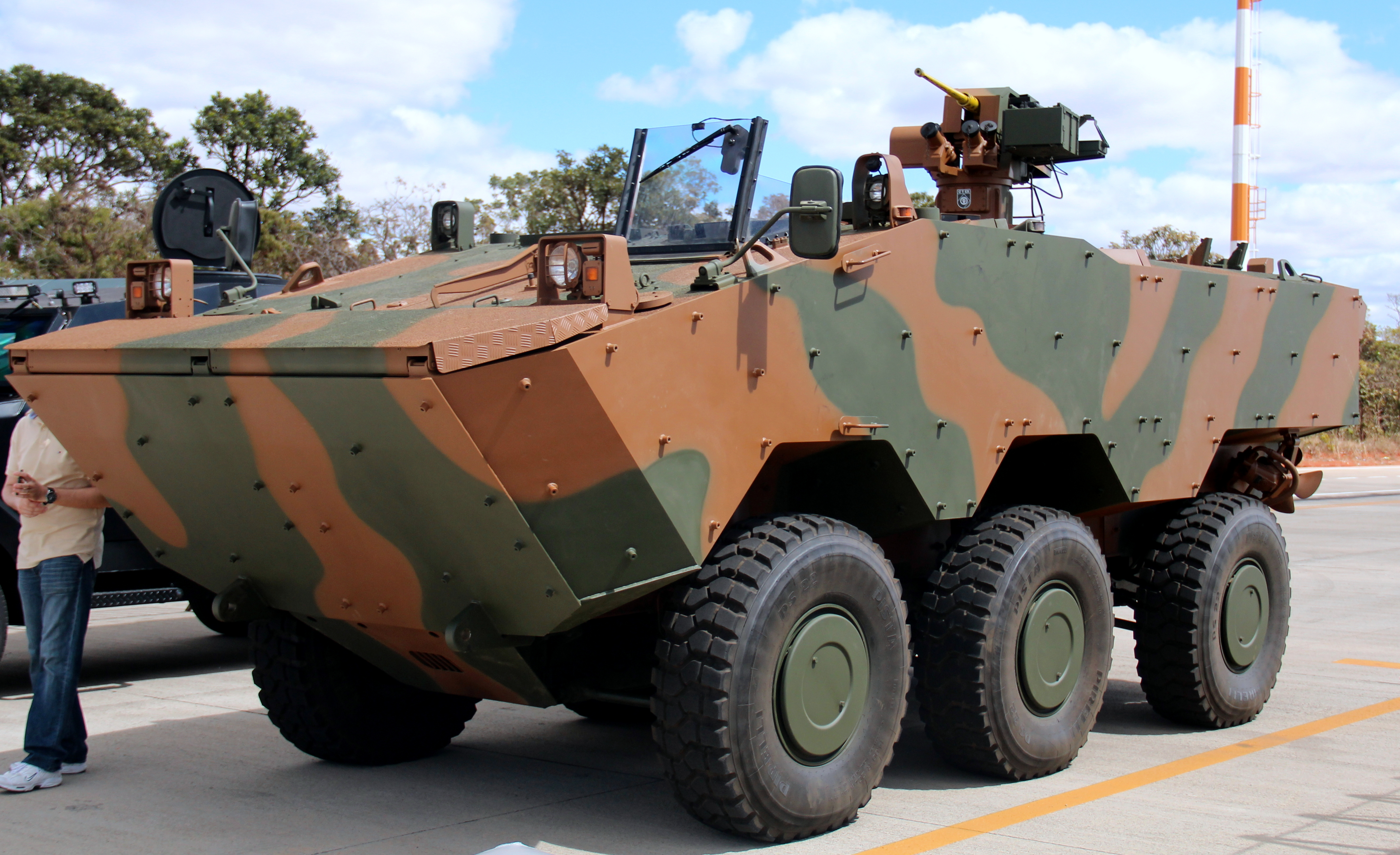
Versione armata di mitragliatrice
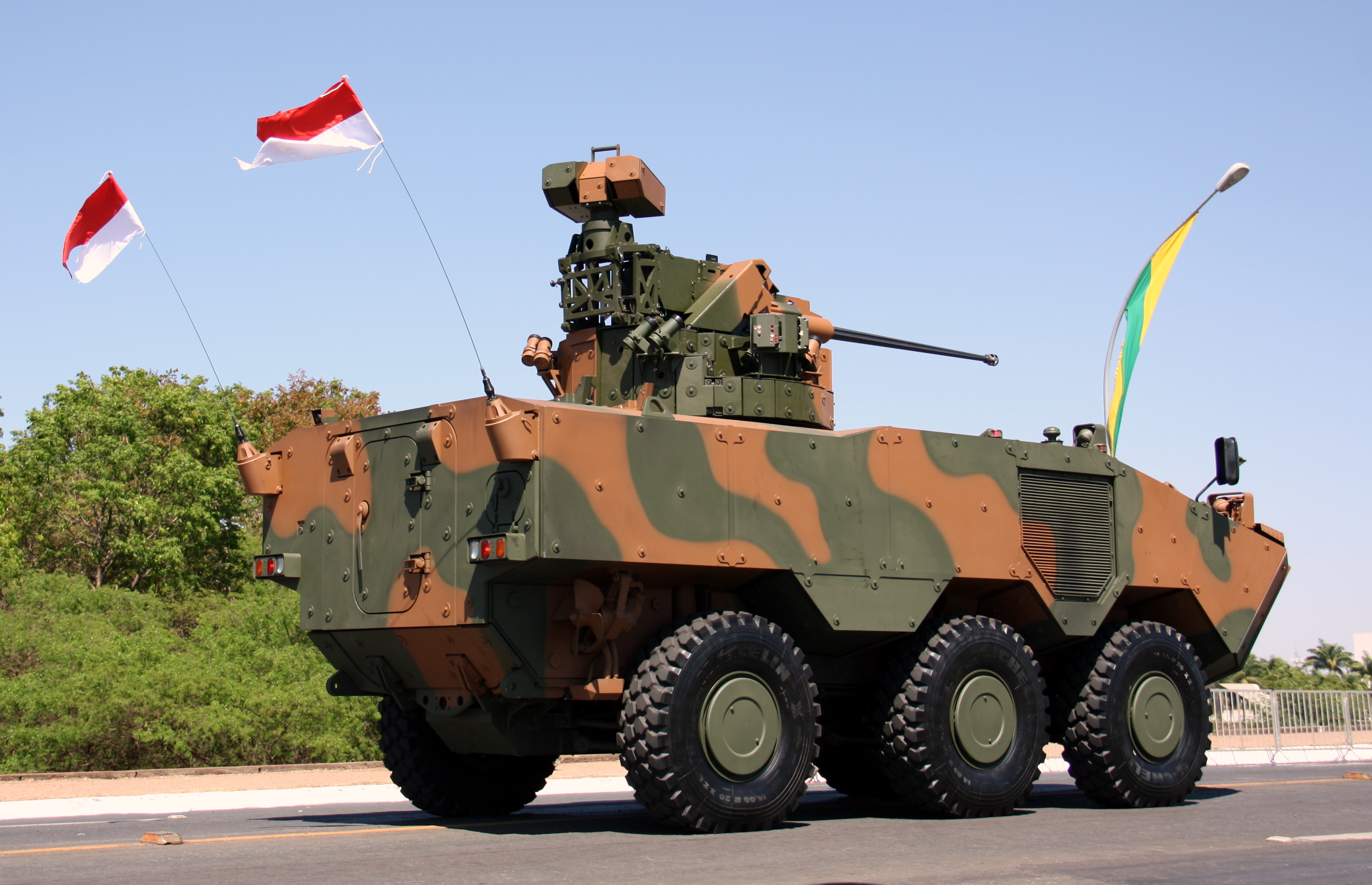
Versione armata di cannone da 30mm
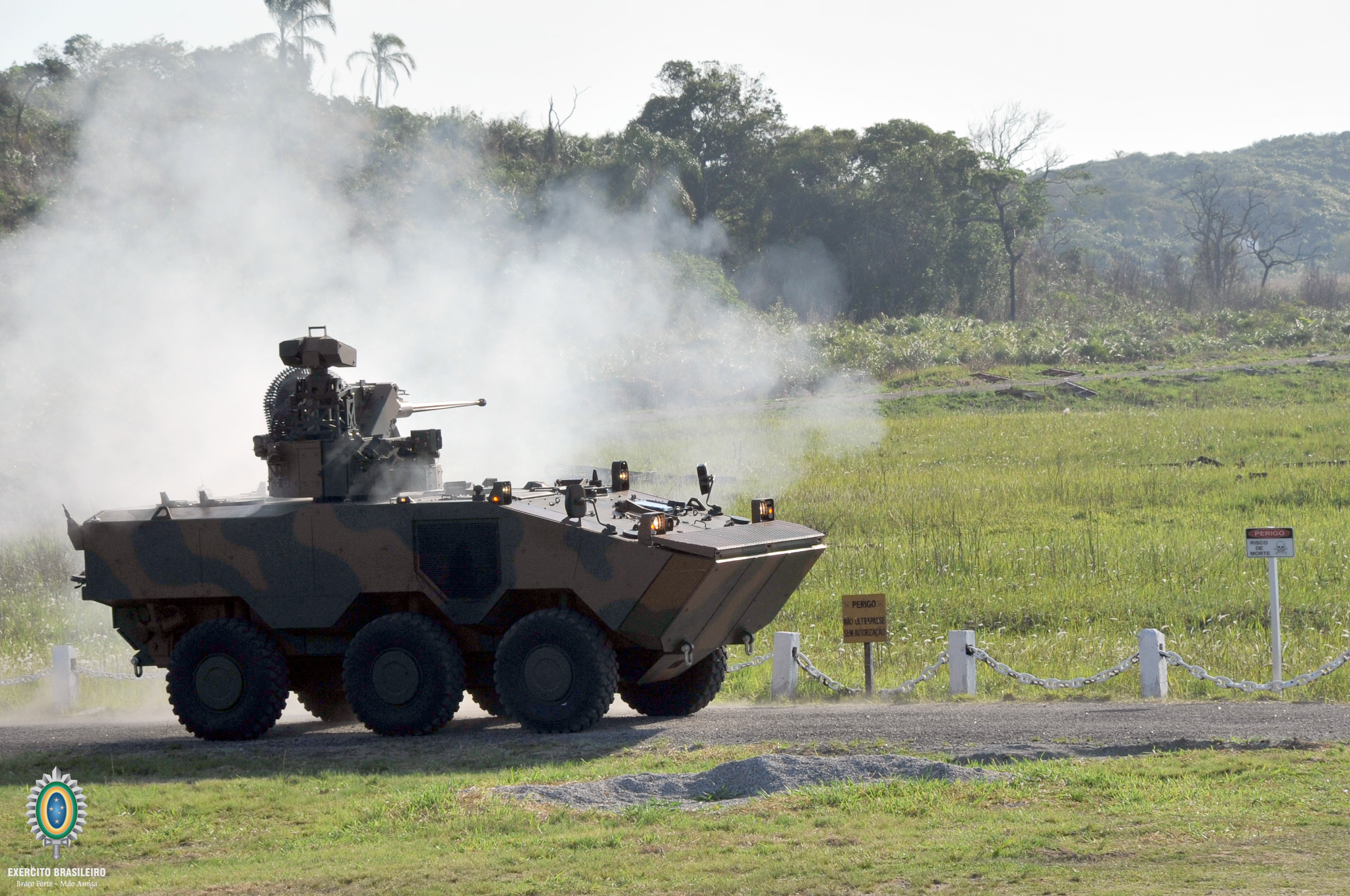
VBTP-MR con torretta UT-30BR da 30 mm impiegato in esercitazioni di tiro
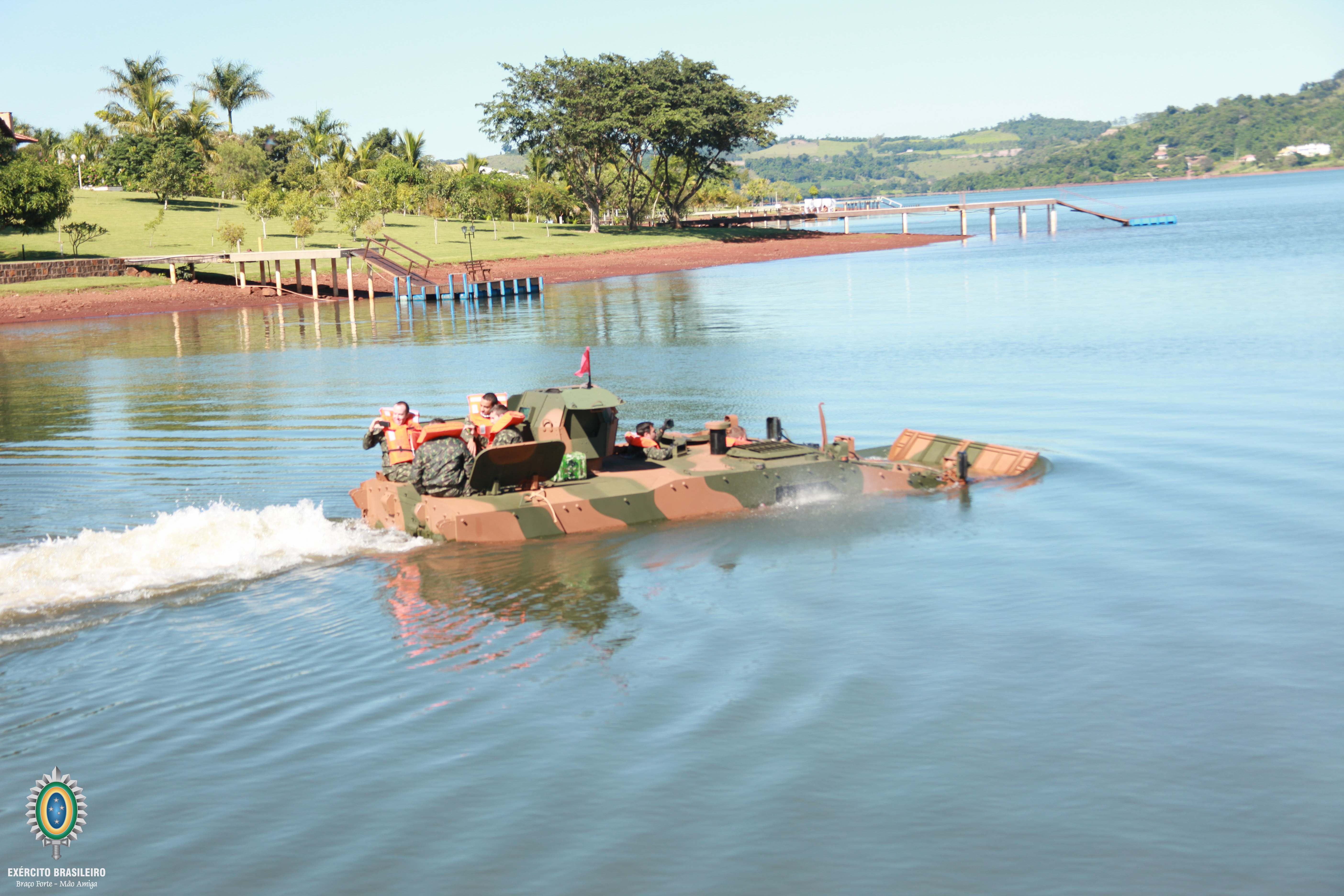
VBTP-MR in un'operazione anfibia